# سمغورة (الزاويت)
سمغورة هي إحدى مشيخات المملكة المغربية، تتبع جغرافيا لإقليم الصويرة وإداريًا لالزاويت. يقدر عدد سكانها بـ 4171 نسمة حسب الإحصاء الرسمي للسكان والسكنى لسنة 2004.